# Dyskografia Eweliny Flinty
Dyskografia Eweliny Flinty – polskiej piosenkarki wykonującej muzykę z pogranicza popu oraz rocka, składa się z trzech albumów studyjnych, jednego minialbumu, dwudziestu sześciu singli (w tym siedmiu z gościnnym udziałem) oraz dwudziestu pięciu teledysków.
Ewelina Flinta debiutowała na rynku muzycznym minialbumem Żałuję i inne przeboje, dołączonym do czasopisma „Pani Domu”. Pierwszy długogrający album studyjny piosenkarki  Przeznaczenie, został wydany 25 kwietnia 2003. Dotarł on do 2. miejsca na OLiS. Wydawnictwo uzyskało status złotej płyty, sprzedając się w nakładzie przekraczającym 35 000 egzemplarzy. Pierwszym singlem promującym album został utwór „Żałuję”, który dotarł na szczyt zestawienia Poplista radia RMF FM, a także listy Top-15 Wietrznego Radia. Singel uplasował się ponadto na 2. pozycji na Szczecińskiej Liście Przebojów. Na drugi singel wydawnictwa wybrano utwór „Goniąc za cieniem”, który zajął 4. miejsce na Popliście RMF FM, 15. pozycję na Szczecińskiej Liście Przebojów, a także 9. miejsce w zestawieniu Top-15 Wietrznego Radia. Na ostatni singel promujący wydawnictwo wybrano tytułowy utwór „Przeznaczenie”, który dotarł do 9. miejsca listy RMF FM, a także 19. pozycji zestawienia Polskiego Radia Szczecin. Tego samego roku wokalistka wydała także singel „Zaproście mnie do stołu”.
W 2004 na szczyt zestawienia prowadzonego przez RMF FM dotarł singel „Tylko słowa”. Tego roku piosenkarka wydała również singel „Czy nastanie znów świt?” stanowiący polskojęzyczną wersję utworu „Will the Sun Ever Shine Again?” Bonnie Raitt i nagrany do disneyowskiego filmu animowanego Rogate ranczo (2004).
Drugi album wokalistki zatytułowany Nie znasz mnie ukazał się 21 marca 2005 i dotarł do 6. miejsca na oficjalnej polskiej liście sprzedaży. Album promował tytułowy singel „Nie znasz mnie”, który znalazł się między innymi na 14. miejscu Listy przebojów Programu Trzeciego stając się najwyżej notowanym utworem piosenkarki w historii zestawienia. Drugim i zarazem ostatnim singlem wydawnictwa został utwór „Nieskończona historia”, który uplasował się na 3. miejscu listy RMF RM. 
Wspólnie z Łukaszem Zagrobelnym wokalistka wydała w 2008 singel „Nie kłam, że kochasz mnie”, który promował film Nie kłam, kochanie (2008). W tym samym roku wydała także singel „Bądź światoczuły”, nagrany dla Klubu Światoczułych i będący częścią kampanii ekologicznej Bądź światoczuły. W 2009 wzięła gościnny udział w nagraniu singla „Słowa nie znaczą nic” Seby, a w 2019 w nagraniu singla „Tell Me Why” projektu Sounds Like Women.
W marcu 2022 roku Flinta rozpoczęła współpracę z agencją Echo Production. 22 maja 2024 ukazał się jej trzeci album studyjny zatytułowany Mariposa. 

## Albumy studyjne
| Rok                                               | Dane dot. albumu | Pozycja na liście | Certyfikat         | Sprzedaż       |
| Rok                                               | Dane dot. albumu | POL               | Certyfikat         | Sprzedaż       |
| ------------------------------------------------- | --- | ----------------- | ------------------ | -------------- |
| 2003                                              | Przeznaczenie - Data: 25 kwietnia 2003 - Wydawca: BMG Poland, Zic Zac - Format: CD, kaseta magnetofonowa, digital download | 2                 | - POL: złota płyta | - POL: 35 000+ |
| 2005                                              | Nie znasz mnie - Data: 21 marca 2005 - Wydawca: Sony BMG Music Entertainment Poland - Format: CD, digital download         | 6                 |                    |                |
| 2024                                              | Mariposa - Data: 22 maja 2024 - Wydawca: Echo Production - Format: CD, digital download, streaming                         | –                 |                    |                |
| „–” oznacza, że album nie był notowany na liście. | |                   |                    |                |

## EP
| Rok                                                            | Dane dot. minialbumu |
| -------------------------------------------------------------- | --- |
| 2003                                                           | \| Żałuję i inne przeboje \| \| -------------------------------------------------------------- \| \| 1. „Żałuję” 2. „Aquarius” 3. „Respect” 4. „Nieobecna” 5. „ICQ” \| - Wydany: 2003 - Wytwórnia: Frontline Music - Format: CD |
| Żałuję i inne przeboje                                         | |
| 1. „Żałuję” 2. „Aquarius” 3. „Respect” 4. „Nieobecna” 5. „ICQ” | |

## Single
| Rok                                                | Tytuł                                                | Pozycje na listach | Pozycje na listach | Pozycje na listach | Pozycje na listach | Pozycje na listach | Album                                 |
| Rok                                                | Tytuł                                                | POL                | RMF                | SLiP               | LP3                | WiR                | Album                                 |
| -------------------------------------------------- | ---------------------------------------------------- | ------------------ | ------------------ | ------------------ | ------------------ | ------------------ | ------------------------------------- |
| 2003                                               | „Żałuję”                                             | 1                  | 1                  | 2                  | –                  | 1                  | Przeznaczenie                         |
| 2003                                               | „Goniąc za cieniem”                                  | 2                  | 4                  | 15                 | –                  | 9                  | Przeznaczenie                         |
| 2003                                               | „Przeznaczenie”                                      | 13                 | 9                  | 17                 | –                  | –                  | Przeznaczenie                         |
| 2003                                               | „Zaproście mnie do stołu”                            | –                  | –                  | –                  | 15                 | 6                  | Ladies                                |
| 2004                                               | „Tylko słowa”                                        | –                  | 1                  | –                  | –                  | –                  | –                                     |
| 2004                                               | „Czy nastanie znów świt?”                            | –                  | –                  | –                  | –                  | –                  | Rogate ranczo (ścieżka dźwiękowa)     |
| 2005                                               | „Nie znasz mnie”                                     | 5                  | 1                  | 19                 | 14                 | 5                  | Nie znasz mnie                        |
| 2005                                               | „Nieskończona historia”                              | –                  | 3                  | –                  | –                  | –                  | Nie znasz mnie                        |
| 2006                                               | „Bliżej”                                             | –                  | 1                  | 13                 | 44                 | –                  | –                                     |
| 2008                                               | „Długo i szczęśliwie”                                | –                  | –                  | –                  | –                  | –                  | Zaczarowana (ścieżka dźwiękowa)       |
| 2008                                               | „Nie kłam, że kochasz mnie” (oraz Łukasz Zagrobelny) | –                  | 1                  | 1                  | –                  | 9                  | Nie kłam kochanie (ścieżka dźwiękowa) |
| 2008                                               | „Bądź światoczuły”                                   | –                  | –                  | –                  | –                  | –                  | –                                     |
| 2022                                               | „Zakochana” (oraz Natalia Grosiak)                   | –                  | –                  | –                  | –                  | –                  | Mariposa                              |
| 2022                                               | „Frutti di Mare”                                     | –                  | –                  | –                  | –                  | –                  | Mariposa                              |
| 2022                                               | „Panno Chłód”                                        | –                  | –                  | –                  | –                  | –                  | Mariposa                              |
| 2023                                               | „Sama na planecie"                                   | –                  | –                  | –                  | –                  | –                  | Mariposa                              |
| 2024                                               | "Dada"                                               | –                  | –                  | –                  | –                  | –                  | Mariposa                              |
| 2024                                               | "Ballada o pięknej Kasi"                             | –                  | –                  | –                  | –                  | –                  | Mariposa                              |
| 2024                                               | "17 godzin"                                          | –                  | –                  | –                  | –                  | –                  | Mariposa                              |
| „–” oznacza, że singel nie był notowany na liście. |                                                      |                    |                    |                    |                    |                    |                                       |

### Z gościnnym udziałem
| Rok  | Tytuł | Album                             |
| ---- | --- | --------------------------------- |
| 2002 | „Może się wydawać” (oraz Alicja Janosz, Ewelina Flinta, Szymon Wydra, Ania Dąbrowska, Małgorzata Stępień, Tomek Makowiecki, Paweł Nowak, Jakub Rutnicki) | Idol Top 10                       |
| 2005 | „Pokonamy fale” (oraz Felicjan Andrzejczak, Beata Bednarz, Monika Brodka, Krzysztof Cugowski, Bracia, Artur Gadowski, Patrycja Gola, Anna Maria Jopek, Halina Jawor, Kayah, Paweł Kukiz, Grzegorz Markowski, Janusz Radek, Maryla Rodowicz, Irena Santor, Grzegorz Skawiński, Justyna Steczkowska, Urszula, Michał Wiśniewski, Zbigniew Wodecki) | –                                 |
| 2009 | „Słowa nie znaczą nic” (Seba, gościnnie: Ewelina Flinta) | Human                             |
| 2019 | „Tell Me Why” (Sounds Like Women, gościnnie: Ewelina Flinta) | Without Violence & of All Colours |
| 2021 | „Kochana” (Sounds Like Women, gościnnie: 10 międzynarodowych artystek) | –                                 |
| 2023 | „Na strychu” (Robert Cichy, gościnnie: Ewelina Flinta) | LIPCOWE'45                        |
| 2024 | „Fernando” (Voice Band, gościnnie: Ewelina Flinta) |                                   |
| 2024 | „Ewelina/Tyle wdzięku” (Voice Band i Ewelina Flinta) |                                   |

## Pozostałe utwory
| Rok  | Tytuł                        | Uwagi |
| ---- | ---------------------------- | --- |
| 2002 | „Aquarius”                   | Cover utworu z musicalu Hair (1967), utwór znalazł się na albumie finalistów pierwszej edycji programu Idol – Idol Top 10                                                                           |
| 2005 | „Mikołaj jedzie tu już”      | Polskojęzyczna wersja utworu „Santa Claus is Coming to Town”, utwór znalazł się na albumie różnych wykonawców Święta Święta 3                                                                       |
| 2006 | „I Got You (I Feel Good)”    | Cover utworu Jamesa Browna, zamieszczony na albumie różnych wykonawców Wiecznie zielone |
| 2006 | „Cała Polska czyta dzieciom” | Utwór wydany w ramach kampanii społecznej Cała Polska czyta dzieciom, wykonywany wspólnie z Mateuszem Damięckim, Piotrem Fronczewskim, Zbigniewem Zamachowskim, Majką Jeżowską oraz Marylą Rodowicz |
| 2006 | „Nadzieja to My”             | Utwór wydany wraz z innymi artystami na rzecz poszkodowanych podczas huraganu w okolicach Częstochowy                                                                                               |
| 2007 | „Kraków Go”                  | Utwór wydany wspólnie z Justyną Steczkowską i Piotrem Cugowskim, będący hymnem Krakowa na Mistrzostwa Europy w Piłce Nożnej 2012                                                                    |
| 2008 | „Little Wing”                | Utwór nagrany na kompilacyjny album różnych wokalistów Hey Jimi – Polskie gitary grają Hendrixa |
| 2009 | „Cry Baby”                   | Cover utworu Janis Joplin, utwór wykonany wspólnie z Martinem Woessem i wydany na albumie koncertowym XV Przystanek Woodstock – Koncert Jubileuszowy Woodstock 1969–2009                            |
| 2010 | „Utwierdź mnie”              | Utwory nagrane na album Macieja Maleńczuka i Pawła Kukiza – Starsi panowie |
| 2010 | „Zmierzch”                   | Utwory nagrane na album Macieja Maleńczuka i Pawła Kukiza – Starsi panowie |
| 2011 | „Nie rozumiem nic”           | Utwór nagrany wspólnie Arkadiuszem Jakubikiem na album różnych wokalistów 2011 – Muzyka z serca promujący kampanię społeczną Stop bosym stopom                                                      |
| 2024 | „Przy stole”                 | Utwory nagrane wspólnie z Robertem Cichym na album LIPCOWE'45 |
| 2024 | „W oknie”                    | Utwory nagrane wspólnie z Robertem Cichym na album LIPCOWE'45 |

## Teledyski
| Rok  | Tytuł                       | Reżyseria                         |
| ---- | --------------------------- | --------------------------------- |
| 2003 | „Żałuję”                    | –                                 |
| 2003 | „Goniąc za cieniem”         | Artur Brzeziński                  |
| 2003 | „Przeznaczenie”             | –                                 |
| 2004 | „Tylko słowa”               | –                                 |
| 2004 | „Czy nastanie znów świt?”   | Iza Poniatowska                   |
| 2005 | „Nie znasz mnie”            | Iza Poniatowska                   |
| 2005 | „Nieskończona historia”     | Anna Maliszewska                  |
| 2008 | „Nie kłam, że kochasz mnie” | Jarosław Żamojda                  |
| 2008 | „Długo i szczęśliwie”       | –                                 |
| 2008 | „Bądź światoczuły”          | –                                 |
| 2022 | „Zakochana”                 | Aleksandra Górecka                |
| 2022 | „Frutti di Mare”            |                                   |
| 2022 | „Panno Chłód”               |                                   |
| 2023 | „Sama na planecie”          | Wojciech Olszanka, Ewelina Flinta |
| 2023 | „Dada”                      | Wojciech Olszanka, Ewelina Flinta |
| 2024 | „Ballada o pięknej Kasi”    | Maciej Michalski                  |
| 2024 | „17 godzin”                 | Maciej Michalski                  |

### Z gościnnym udziałem
| Rok  | Tytuł                        | Reżyseria          |
| ---- | ---------------------------- | ------------------ |
| 2002 | „Może się wydawać”           | Bo Martin          |
| 2005 | „Pokonamy fale”              | Grzegorz Sadurski  |
| 2006 | „Słowa nie znaczą nic”       | Sabin Kluszczyński |
| 2006 | „Cała Polska czyta dzieciom” | Anna Maliszewska   |
| 2019 | „Tell Me Why”                | Wojciech Olszanka  |
| 2021 | „Kochana”                    | Luiza Staniec-Moir |
| 2023 | „Na strychu”                 | Aleksandra Górecka |
| 2024 | „Fernando”                   | Maciej Michalski   |